# Jéssica Sanjuán
Pour les articles homonymes, voir Sanjuan.
Jéssica Sanjuán (née Jéssica Sanjuán Jacome De Mafioly le 11 décembre 1989 à Ocaña,  Colombie), est une avocate, actrice, présentatrice et mannequin colombienne.

## Carrière
Elle commence très jeune dans des petits rôles à la télévision. Quelques-unes de ces telenovelas sont les suivantes :
Pocholo, Aquí no hay quien viva, Hasta que la plata nos separe, Las muñecas de la mafia, Los Victorinos, Yo no te pido la luna, Doubles Jeux (¿Quién eres tú?), Padres e hijos et La Madame.
Elle apparaît ensuite dans la telenovela Aquí no hay quien viva pour RCN Televisión. En 2008, elle interprète Nina dans la série Inversiones el ABC. 

## Filmographie

### Telenovelas
- 2016 : La Madame : Tatiana
- 2015 : ¿Usted no sabe quién soy yo? : Andrea
- 2014 : El Capo 3 : La Crespa
- 2013 : ¿Quién eres tú? : Mónica Román
- 2011 : Popland! : Nina Sandoval Burgos
- 2010 : Niñas mal : Nina Sandoval Burgos
- 2010 : Yo no te pido la luna : Susana
- 2009 : Las muñecas de la mafia : Guadalupe
- 2009 : Los Victorinos : Julieta Majarrés / Dayana
- 2008 : Inversiones el ABC : Lissete Yamile
- 2008 : Aquí no hay quien viva : Sandra Yulieth "Yuly" Preciado
- 2007 : Pocholo : Violeta
- Hasta que la plata nos separe : Mónica
- En los tacones de Eva
- Padres e hijos

## Videoclip
- 2015 : Vídéo Musicale avec le groupe JAM-Mi Sueño